# William McDonough
William Andrews McDonough (Tokyo, 20 febbraio 1951) è un architetto statunitense.
È co-fondatore di MBDC McDonough Braungart Design Chemistry a Charlottesville, in Virginia, e coautore del libro Dalla culla alla culla. Come conciliare tutela dell'ambiente, equità sociale e sviluppo.

## Biografia
Nato nella capitale giapponese, si è trasferito successivamente a Hong Kong, in Canada e negli Stati Uniti d'America. McDonough viene chiamato a progettare edifici che abbiano un minore impatto ambientale per Gap e Ford. Assieme al collega Michael Braungart, viene chiamato dalla Cina per progettare lo sviluppo di sette città seguendo un criterio di sostenibilità ambientale.
La carriera di McDonough è incentrata sulla convinzione che la progettazione verde possa prevenire i disastri ambientali e guidare la crescita economica; è un sostenitore della filosofia Cradle to Cradle, che considera la sostenibilità di tutto il ciclo di vita delle opere, dalla creazione al riciclaggio.